# トミカヒーロー レスキューフォース 爆裂MOVIE マッハトレインをレスキューせよ!
『トミカヒーロー レスキューフォース 爆裂MOVIE マッハトレインをレスキューせよ!』（トミカヒーロー レスキューフォース ばくれつムービー マッハトレインをレスキューせよ）は、2008年12月20日より松竹系で公開された『トミカヒーロー レスキューフォース』の劇場オリジナル作品である。同時上映作品は『爆走!トミカヒーローグランプリ』（ばくそう!トミカヒーローグランプリ）。

## 概略
『仮面ライダー』で主人公の仮面ライダー1号/本郷猛を演じた藤岡弘、が久々の特撮作品出演となった他、南海キャンディーズ・山里亮太が出演している。また、製作会社やスタッフの共通する『魔弾戦記リュウケンドー』の出演者もゲストとして登場し、同作の最終回で流れた「またいつかどこかで」はこの客演を示していたとも解釈されている。この他、陣雷響助役の野口征吾が劇中のダンスの振付を担当している。
テレビ本編とはビークル・ツールの登場の経緯などが異なる。
本篇のDVDは2009年5月28日に発売された。2009年11月23日に未公開シーンと藤岡弘、が出演し新撮カットを加えた特別編が放送された。

## あらすじ
世界を一周できる超特急列車・マッハトレインがドクトル・マドゥと名乗る人物に乗っ取られた。多数の乗客を乗せたマッハトレインがこのまま暴走を続けると、史上最悪の大惨事になりかねない。それを阻止するため、レスキューフォースが緊急出場するが、ネオテーラの度重なる妨害に遭ってしまう。

## 登場人物
テレビシリーズの登場人物についてはトミカヒーロー レスキューフォース#登場人物を参照。
舞島 美有紀（まいじま みゆき）
ダンスが好きな高校生。プロのダンサーになることを夢見るも、両親に反対されている。ひと目ニューヨークのブロードウェイを見ようとマッハトレインに乗車したが、そこで乗っ取りに巻き込まれてしまう。
刑部 零次（おさかべ れいじ）
レスキューフォースを監視する謎の人物。生身でネオテーラの戦闘員を倒すほどの実力を持つ。その正体は世界消防庁長官。着装することでR0に変身する。次作である『トミカヒーロー レスキューファイアー』にも登場する。
R0
刑部 零次が着装した姿。金色のカラーリングをしており機能はほかのレスキューフォースのスーツと同等かそれ以上と推測される。レスキューフォースたちを強力にサポートする。
ドクトル・マドゥ / 真殿 麻太郎（まどの またろう）
かつては機械工学の分野では世界屈指の天才科学者だったが、世界超特急の開発競合に敗れ、採用されたマッハトレインに対し、激しい憎しみを抱いている。落ちぶれて働いていた焼き鳥店に現れたネオテーラの誘いに乗り、悪の科学者であるドクトル・マドゥとなってマッハトレインを乗っ取り、自身の夢を潰した企業への復讐をたくらむ。ドクトル・マドゥとしての姿は車掌を思わせる白い服を着ており、語尾に「○○ナリよ」を付ける。最後は、スネークトレインを破壊され、脱出したところを警察に逮捕される。

## メカニック

### レスキュービークル
ゼロファイヤー
R0の操るトレーラー型の超大型ビークル。後部のコンテナに5台の中型ビークル (レスキューライザー - レスキュードーザー) を搭載する。コンテナ上部には、冷却液を発射するゼロファイヤーキャノンを装備している。後にR5用のビークルとしてテレビシリーズ本編にも1度登場したほか、『レスキューファイアー』でも中型ビークル輸送の際にゲスト出演している。
コアストライカーファイヤー
R0が乗る黒地に赤い炎のパターンの入ったコアストライカー。ゼロファイヤーのコックピットになる。車両後部の装置でR0への着装が可能。『レスキューファイアー』のトミカでも登場するダッシュファイアーのデザインと同じである。
レスキューダイバー
新たな大型ビークル。飛行形態のジェットモードから、地上形態のドリルタンクモードへの変形機構を備える。玩具はレスキューセイバーの改修版であり、テレビシリーズ本編でも4クールよりレスキューセイバーの後継機として登場を果たした。単機でのファイナルレスキューは上空から発射した超冷凍弾を加速させて、同時に突撃するフラッシュドリル。『レスキューファイアー』にも登場し、航ジュンはレスキューダイバーの勇姿を見たことで世界消防庁に入った。また、『レスキューファイアー』ではR5がパイロットを務めている。
コアダイバー
レスキューダイバーのコックピットになる。前面が少しだけながらも登場。
ジェットビハイクルモード
レスキューストライカーとレスキューダイバーが合体した飛行形態。航続距離が大幅にアップする。テレビシリーズではネオテーラとの最終決戦の際に登場。レスキューファイアーでは38話にて登場した。
スーパーレスキューマックス
レスキューストライカーとレスキューダイバーのもう1つの合体形態。スネークトレインと空中戦を展開する。テレビシリーズでもレスキューマックスの後継機として4クールより登場。
ライザーセイバー
レスキューセイバーとレスキューライザーの合体形態。暴走したマッハトレインにR1とR5が乗り移る際に登場。

### レスキューツール
レスキューザンバー
R0の持つレスキューツールで、R1に託された。2種類の形態に変形することが出来る。後に新開発のレスキューツールとしてテレビシリーズ本編にも登場し、R2やR3も使用。
ジャベリンモード
槍型の通常形態。邪魔な障害物を排除できる。
ハーケンモード
つるはし型の形態。どんなものでも粉砕する。テレビシリーズに登場した際、ソニックディバイダーとマンティスインパクトの同時撃ちでも壊れないコンクリートを砕く威力を発揮しており、衝撃波を放つことができるようになっている。

### その他
マッハトレイン
世界を一周できる超特急列車。ネオテーラとドクトル・マドゥの手で乗っ取られてしまう。また、本編第47話でも登場している。
メタルトレイン
ドクトル・マドゥこと真殿博士が世界超特急の開発競争に提出した列車を元に、ネオテーラの協力で改造を施された武装列車。マッハトレインを乗っ取り暴走させる。武器は上部に搭載されたキャノン砲。
スネークトレイン
メタルトレインの真の姿。スネークの名のとおり蛇のようなフォルムをしている。左右についた触手と回転しながら放つレーザーが武器。

## キャスト
- 轟輝 / R1 - 猪塚健太
- 陣雷響助 / R2 - 野口征吾
- 香月レイ / R3 - はるの
- 白木寿里 / R4 - 長谷川恵美
- 石黒鋭二 / R5 - 岩永洋昭
- 南部奈津乃 - 早見優
- レスキューコマンダー音声他 - 中山大吾
- マールの声 - クロちゃん（安田大サーカス）
- サーンの声 - 団長安田（安田大サーカス）
- シーカの声 - HIRO（安田大サーカス）
- マーエンの声 - 斎藤千和
- 舞島美有紀 - 児玉絹世
- ドクトル・マドゥ / 真殿麻太郎 - 山里亮太（南海キャンディーズ）
- 刑部零次 / R0 - 藤岡弘、
- スカジャン刑事 - 山口翔悟
- おっさん刑事 - 源
- 黒衣の金髪花屋 - 黒田耕平
- 焼き鳥屋の客 - camino
- マッハトレインの乗客 - 川崎ヒロユキ
- アナウンサー - 改野由佳（テレビ愛知アナウンサー）
- R0（スーツアクター） - 井上雅稀[1]

## スタッフ
- 監督 - 岩本晶
- 脚本 - 川崎ヒロユキ
- 撮影 - 鍋島淳裕
- 照明 - 矢部一男
- 美術 - 寺井雄二、佐々木記貴
- 録音 - 治田敏英
- 編集 - 伊藤伸行
- アクション監督 - 大道寺俊典
- VFXスーパーバイザー - 岩本晶
- VFX - 白組
- 音楽 - 若草恵
- 制作 - ｢劇場版トミカヒーローレスキューフォース｣製作委員会（松竹、タカラトミー、三井物産、白組、ドッグシュガー、ソニーPCL、テレビ愛知、電通、テレビ東京、テレビ大阪）
- 制作プロダクション　-　松竹、ドッグシュガー
- 配給 - 松竹

## 主題歌・挿入歌
主題歌
- 「STORY」
  - 歌: camino、レーベル: tearbridge records、作詞: HAYATO+TAKA、作曲: KIKU、編曲: camino
- 「The Life」
  - 歌: camino、レーベル: tearbridge records、作詞: HAYATO+TAKA、作曲: TAKA、編曲: camino

挿入歌
- 「ONE WAY TO ROCK!!」
  - 歌: camino、レーベル: tearbridge records、作詞: HAYATO、作曲: KIKU、編曲: camino

## コミカライズ
松本久志画でテレまんがヒーローズ2008年冬号、2009年春号に掲載。単行本は『トミカヒーローレスキューフォース&レスキューファイアー』として刊行。

## 爆走!トミカヒーローグランプリ
『爆走!トミカヒーローグランプリ』は同時上映された短編映画。下町で年に一度開かれる祭典「トミカヒーローグランプリ」で、レスキューフォースの5人が最速の栄誉をかけて競い合う内容となっている。レースが展開されるコースには、配給元である松竹の作品とゆかりのある場所も含まれている（映画『男はつらいよ』シリーズの柴又や『魔弾戦記リュウケンドー』のあけぼの町）。
なお、佐藤亮太は本作品で佐藤蛾次郎との親子共演を果たしている。渡し守役としてDr.ウォームを演じた飯田孝男も出演している。

### あらすじ（短編映画）
下町・楯石では、年に一度開催される世界消防庁公認のビークルレース「トミカヒーローグランプリ」がスタートの時を迎えようとしていた。R1のコアストライカーマックス、R2のコアセイバー、R3のコアサーチ、R4のコアエイダー、R5のコアストライカーキャプテンが一斉にスタートし、商店街や峠、路地裏を駆け抜けていく中、ネオテーラの車（車種はシボレー・ブレイザー K5 第3世代（1992-1994モデル））も乱入してしまう。大混戦となっていくレースを制するのは一体誰か?

### メカニック（短編映画）

#### レスキュービークル（短編映画）
本作品では全ビークルのナンバープレートが搭乗者をイメージした言葉が書かれたものに変わっている。
コアストライカーキャプテン
隊長だけが乗ることを許された幻のパトカー型ビークル。カラーリングは黒。後に、ゼロファイヤーのコックピットとしてテレビシリーズ本編、『レスキューファイアー』にもレスキューダイバーのコックピットとして登場。
トミカでは名称が「コアストライカー (隊長機) 」となっており、カラーも黒/シルバーの2トーンではなく、ガンメタ/金になっている。『宇宙船 YEAR BOOK 2009』では、名称をキャプテンストライカーと記載している。

### キャスト（短編映画）
- 轟輝 / R1 - 猪塚健太
- 陣雷響助 / R2 - 野口征吾
- 香月レイ / R3 - はるの
- 白木寿里 / R4 - 長谷川恵美
- 石黒鋭二 / R5 - 岩永洋昭
- 南部奈津乃 / 総司令 - 早見優
- コアストライカー音声 - 中山大吾
- マールの声 - クロちゃん（安田大サーカス）
- サーンの声 - 団長安田（安田大サーカス）
- シーカの声 - HIRO（安田大サーカス）
- 釣り人 - つじしんめい
- ガジロー - 佐藤亮太
- ガジローの父 - 佐藤蛾次郎
- 渡し守 - 飯田孝男
- 実況 - 高木大介（テレビ愛知アナウンサー）

### スタッフ（短編映画）
- 脚本・監督 - 江良圭